# Akhenaton
Akhenaton, właśc. Philippe Fragione (ur. 17 września 1968 w Marsylii) – francuski raper i producent muzyczny.

## Albumy solowe
- 1995: Métèque et mat
- 2000: Electro Cypher
- 2001: Sol Invictus
- 2002: Black Album
- 2006: Soldats de Fortune
- 2010: La face B – La bande originale du livre

## Z IAM
- 1989: IAM Concept (IAM)
- 1991: De la Planete Mars (IAM)
- 1993: Ombre est lumière (IAM)
- 1997: L’école du micro d’argent (IAM)
- 2003: Revoir un printemps (IAM)
- 2007: Saison 5 (IAM)

### Kompilacje
- 2005: Double Chill Burger – Quality Best Of

## Kompilacje/Soundtracki
- 1998: Taxi (Ścieżka dźwiękowa)
- 2000: Comme un aimant (Ścieżka dźwiękowa)
- 2000: Electro Cypher (Kompilacja)